# 20405 Barryburke
20405 Barryburke è un asteroide della fascia principale. Scoperto nel 1998, presenta un'orbita caratterizzata da un semiasse maggiore pari a 2,5524685 UA e da un'eccentricità di 0,1025144, inclinata di 3,23742° rispetto all'eclittica.